# Stazione di Frascati (SFV)
Stazione di Frascati 1944-ben bezárt vasútállomás Olaszországban, Frascati településen.

## Vasútvonalak
Az állomást az alábbi vasútvonalak érintették:
- Róma–Fiuggi-vasútvonal

## Kapcsolódó állomások
A vasútállomáshoz az alábbi állomások vannak a legközelebb: